# Golejewko
Golejewko – wieś w Polsce położona w województwie wielkopolskim, w powiecie rawickim, w gminie Pakosław.

## Położenie
Golejewko leży 12 km na wschód od miejscowości Rawicz, przy drodze do Dubina, nad Szpatnicą, prawym dopływem Orli.

## Historia
Wieś pierwotnie związana była z Wielkopolską. Ma metrykę średniowieczną i istnieje co najmniej od końca XIV wieku. Wymieniona w 1447 pod nazwą Golyeyewo Minor, Goleyewo Minor, 1510 Golyeyewko, 1531 Golieiewco, 1547 Golieiewko, 1563 Golieyewko Minor, 1566 Golieiewko Minor.
Miejscowość była wsią prywatną należącą do lokalnej szlachty wielkopolskiej Chojeńskich. W 1447 wieś leżała w powiecie kościańskim Korony Królestwa Polskiego. W 1510 należała do parafii Czesram.
Na terenie obecnej wsi znajdował się gród, a obecnie jest grodzisko datowane na XII-XIII wiek. Wieś powstała u podnóża grodu Czestram, siedziby kasztelanii, wymienionego po raz pierwszy w bulli gnieźnieńskiej z 1136. Czestram stracił na znaczeniu i w końcu stał się częścią wsi Golejewko. W 1447 Wojciech z Golejewa sprzedał Michałowi z Przyborowa m.in. części we wsi Golejewko oraz 1/3 młyna. W 1486 Piotr oraz Andrzej bracia niedzielni, dziedzice w Błażejewie sprzedali z prawem odkupu Annie Chojeńskiej wieś Ostrobudki z wiatrakiem oraz dwie części dziedziczne w Golejewku. W 1496 Jan Chojeński zapisał żonie Annie po 150 grzywien posagu i wiana na częściach wsi Chojno oraz Golejewka. W 1510 we wsi odnotowano folwark należący do pana Chojeńskiego oraz dwie karczmy. W 1547 miał miejsce spór sądowy pomiędzy Janem Błażejewskim z Chojna, a Wojciechem Chojeńskim w sprawie m.in. niesprawiedliwego wymierzenia ról w Golejewku. W 1566 odnotowano we wsi trzech komorników.
Wieś notowana jako Goleiewko położona była w 1581 roku w powiecie kościańskim województwa poznańskiego w Rzeczypospolitej Obojga Narodów.
W wyniku II rozbioru Rzeczypospolitej w 1793, miejscowość przeszła w posiadanie Prus i jak cała Wielkopolska znalazła się w zaborze pruskim. W okresie Wielkiego Księstwa Poznańskiego (1815-1848) miejscowość należała do wsi większych w ówczesnym pruskim powiecie Kröben (krobskim) w rejencji poznańskiej. Golejewko należało do okręgu jutroszyńskiego tego powiatu i stanowiło odrębny majątek, którego właścicielem był wówczas (1846) von Zastrow. Według spisu urzędowego z 1837 roku wieś liczyła 224 mieszkańców, którzy zamieszkiwali 33 dymy (domostwa). W skład majątku Golejewko wchodziły wówczas także wsie: Drogi (10 domów, 136 osób), Golejwo oraz Olbina (6 domów, 84 osoby).
W latach 1975–1998 miejscowość administracyjnie należała do województwa leszczyńskiego.
Publikacja z 1964 roku podaje, że Golejewko jest jedną z miejscowości występowania grupy Hazaków.

## Zabytki
- kościół parafialny pw. Wszystkich Świętych z lat 1900-1903, nr rej.: 398/1-2/Wlkp/A z 10.08.1987 
  - plebania z połowy XIX w., nr rej.: 398/1-2/Wlkp/A z 23.06.1969
- zespół pałacowy, nr rej.: 100 z 29.05.1968: 
  - pałac w Golejewku z 1848
  - budynek bramny z połowy XVI, przebudowany w XIX w.
  - park z pierwszej połowy XIX w.
  - zabudowania gospodarcze z połowy XIX w.[8]

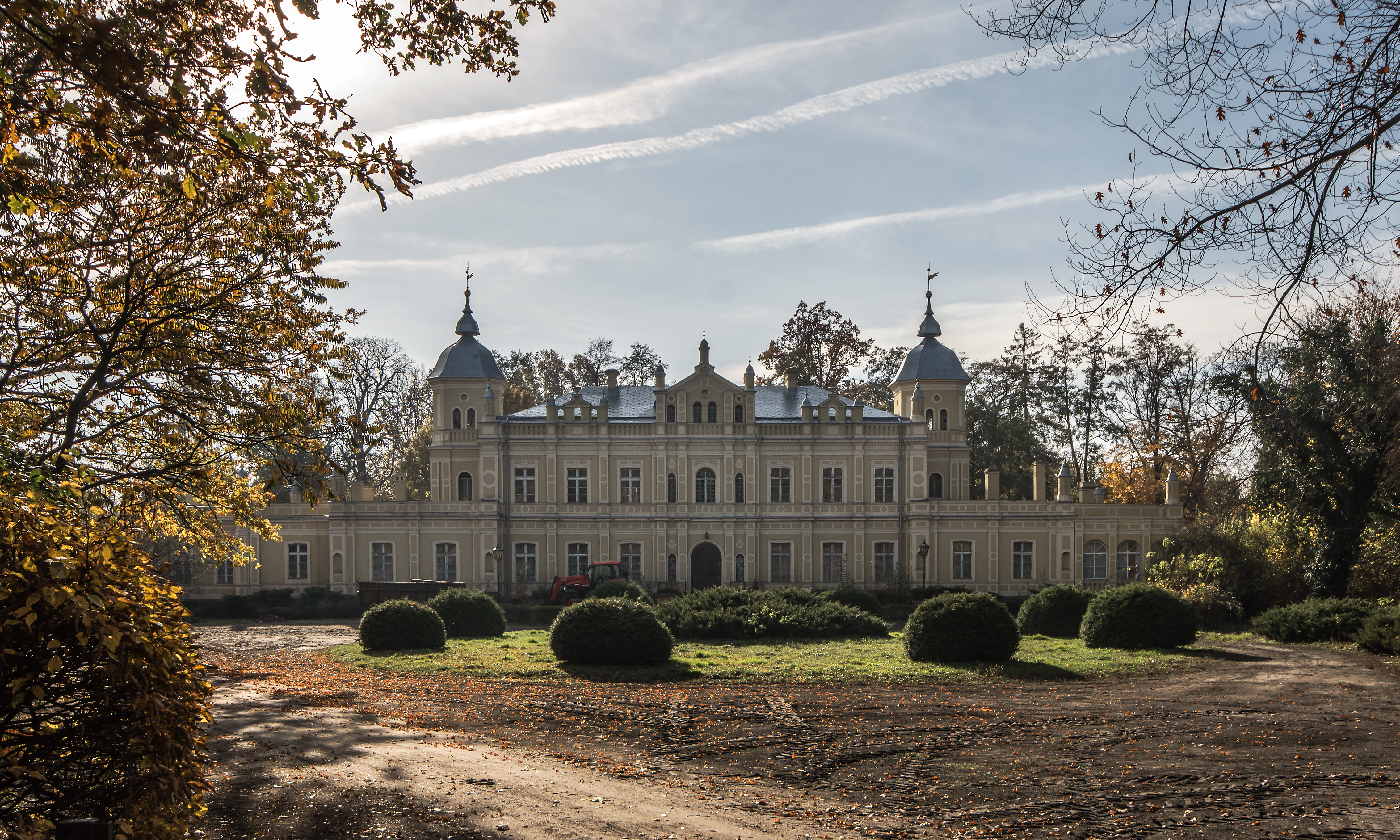
Pałac w Golejewku, 2018
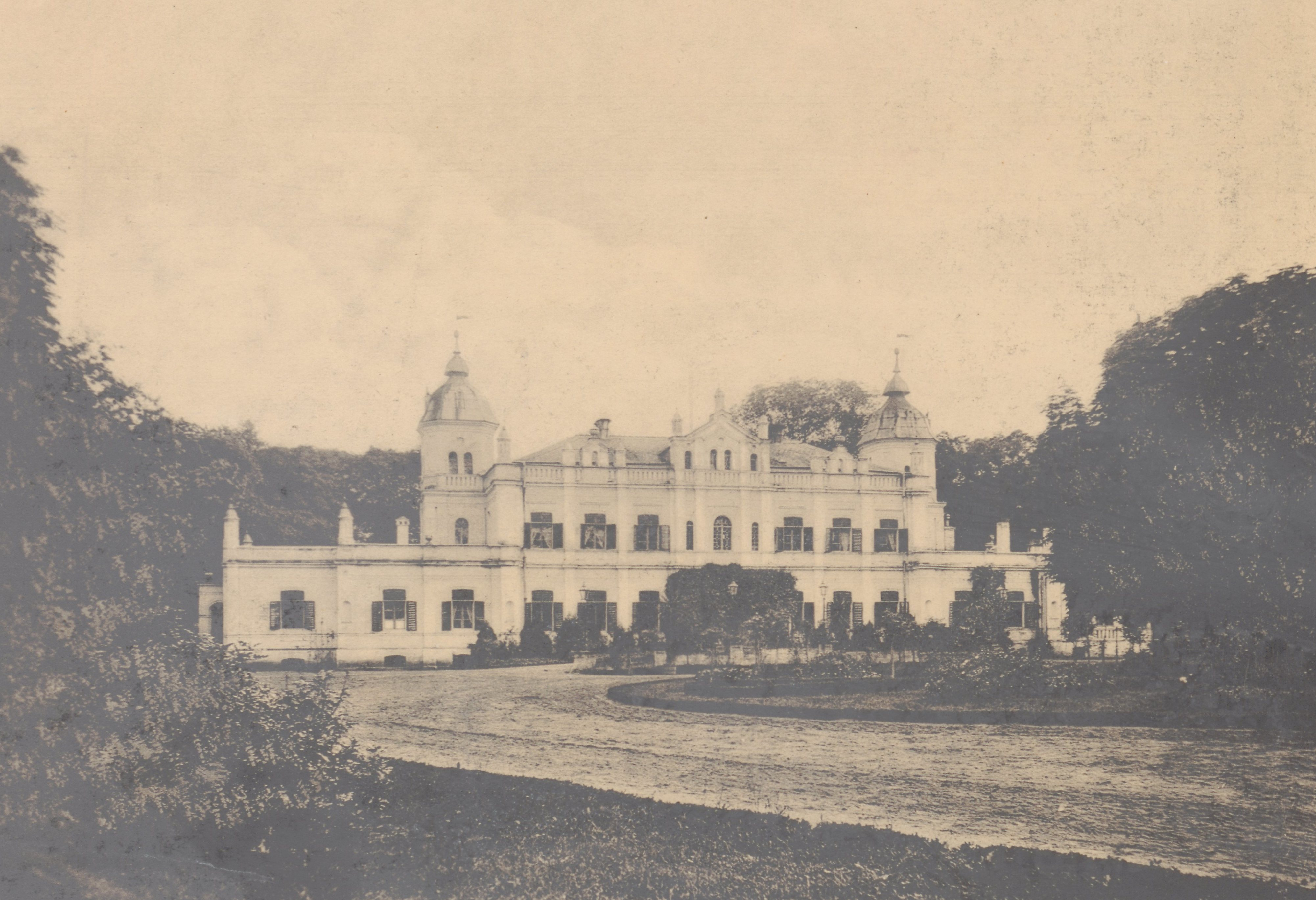
Pałac w Golejewku przed 1912
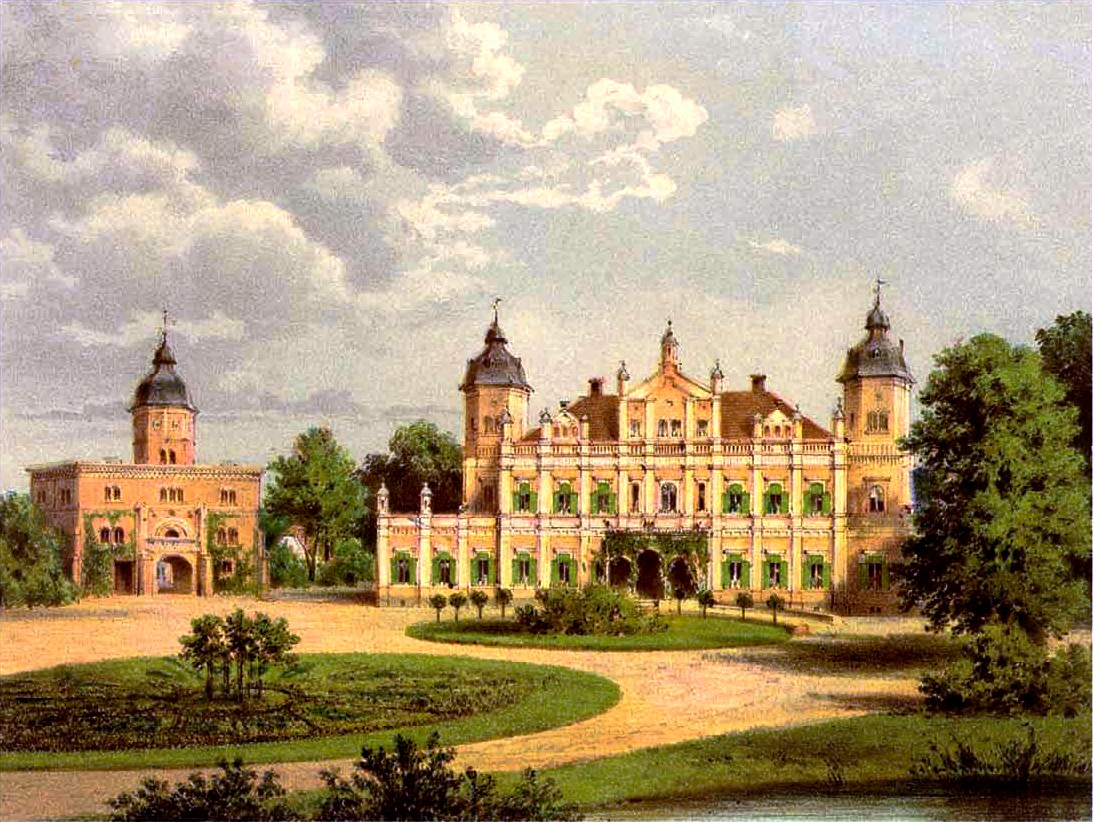
Pałac w Golejewku, A. Duncker, 1860
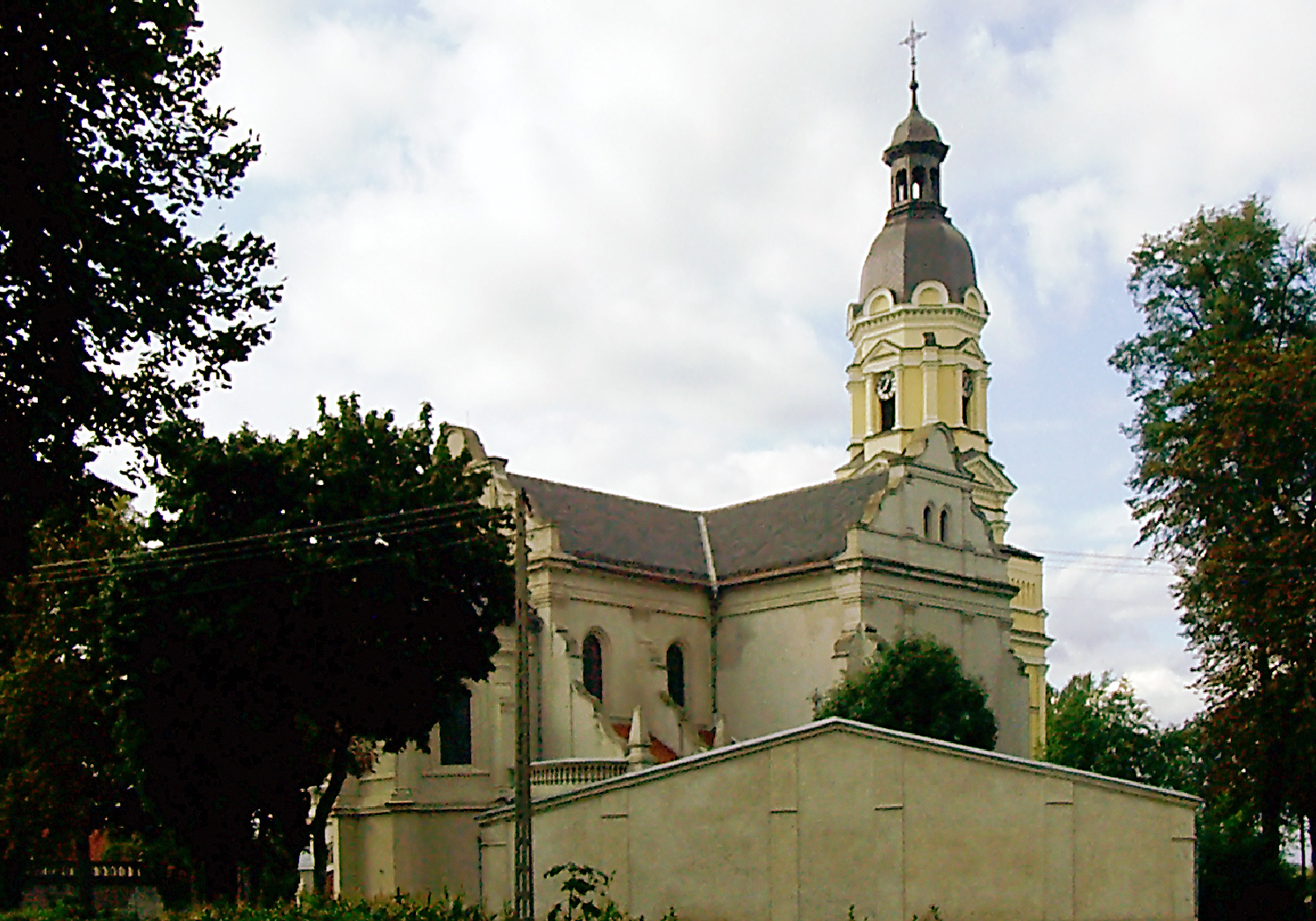
Kościół pw. Wszystkich Świętych